# Crespina
Crespina is een gemeente in de Italiaanse provincie Pisa (regio Toscane) en telt 3989 inwoners (31-12-2004). De oppervlakte bedraagt 27,0 km², de bevolkingsdichtheid is 148 inwoners per km².
De volgende frazioni maken deel uit van de gemeente: Cenaia.

## Demografie
Crespina telt ongeveer 1446 huishoudens. Het aantal inwoners steeg in de periode 1991-2001 met 15,6% volgens cijfers uit de tienjaarlijkse volkstellingen van ISTAT.
| Jaar | Inwoneraantal |
| ---- | ------------- |
| 1991 | 3241          |
| 2001 | 3746          |

## Geografie
De gemeente ligt op ongeveer 86 m boven zeeniveau.
Crespina grenst aan de volgende gemeenten: Cascina, Collesalvetti (LI), Fauglia, Lari, Lorenzana.